# Terje Hauge
Terje Hauge (Bergen, Noruega, 5 de octubre de 1965) es un exárbitro de fútbol noruego.

## Biografía
Hauge hizo su debut como árbitro en 1990, siendo uno de los más prestigiosos árbitros noruegos de la historia, en 2004, 2007 y 2010 fue designado como el mejor árbitro de la Tippeligaen. En toda su carrera ha arbitrado:
- 301 partidos en la Tippeligaen
- Más de 50 partidos en competiciones internacionales europeas
- Más de 50 partidos en partidos entre selecciones internacionales

## Partidos importantes

### FC BarcelonavsArsenal FC
Terje Hauge fue el primer noruego en arbitral una final de la UEFA Champions League, arbitrando la final entre el FC Barcelona y el Arsenal FC de la temporada 2005/06. Hauge expulsó al guardameta Jens Lehmann, siendo el primer jugador expulsado en una final. El partido fue ganando por el conjunto español por 2 a 1.
Tras el partido, Hauge reconoció que debió tomarse más tiempo en tomar la decisión de expulsar a Lehmann.